# Liste des îles du détroit de Torrès
La liste des îles du détroit de Torrès présente un recensement des îles du détroit de Torrès qui sont un groupe d'au moins 274 îles, situées dans le détroit de Torrès, entre l'île de Nouvelle-Guinée et l'Australie continentale. Elles sont sous souveraineté australienne. Cette liste n'est pas exhaustive, ne prenant pas en compte les îles les plus petites.

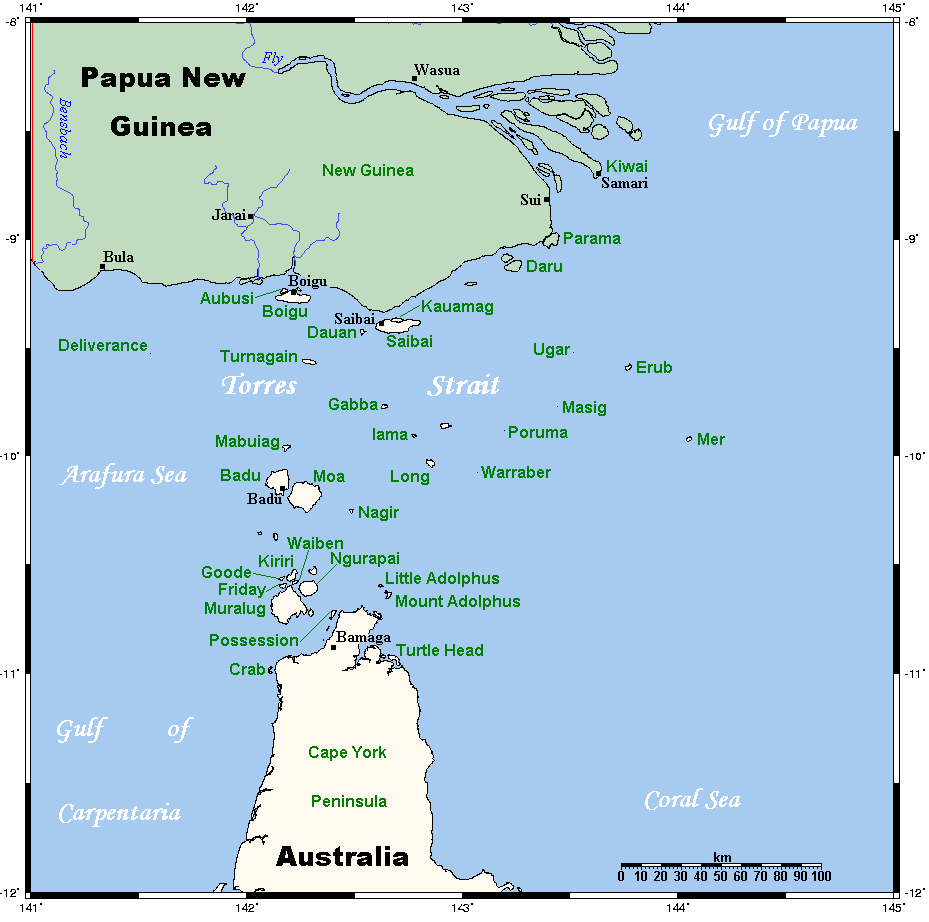
Carte présentant les plus grandes des îles du Détroit de Torres

- Haut – A
- B
- C
- D
- E
- F
- G
- H
- I
- J
- K
- L
- M
- N
- O
- P
- Q
- R
- S
- T
- U
- V
- W
- X
- Y
- Z

## A
| Nom           | Nom alternatif | Localisation                  | Groupe        | Population |
| ------------- | -------------- | ----------------------------- | ------------- | ---------- |
| Île Aipus     |                | 9° 56′ 28″ S, 142° 10′ 19″ E  | Îles Bellevue |            |
| Île Albany    |                | 10° 43′ 48″ S, 142° 36′ 18″ E | Manar Group   |            |
| Allison Islet |                | 10° 06′ 00″ S, 142° 04′ 59″ E |               |            |
| Anchor Cay    |                | 9° 22′ 01″ S, 144° 07′ 01″ E  |               |            |
| Île Arden     | Île Garboy     | 9° 52′ 01″ S, 143° 10′ 01″ E  |               |            |
| Île Aubussi   |                | 9° 13′ 59″ S, 142° 10′ 01″ E  | Îles Talbot   |            |
| Aukane Islet  |                | 9° 52′ 01″ S, 143° 24′ 00″ E  | îles Bourke   |            |
| Île Aureed    |                | 9° 57′ 00″ S, 143° 16′ 59″ E  | îles Bourke   |            |

## B
| Nom         | Nom alternatif | Localisation                  | Groupe            | Population             |
| ----------- | -------------- | ----------------------------- | ----------------- | ---------------------- |
| Île Badu    | Île Mulgrave   | 10° 07′ 01″ S, 142° 09′ 00″ E |                   | Inhabitée              |
| Île Barn    |                | 10° 50′ 20″ S, 142° 22′ 52″ E |                   |                        |
| Île Barney  | Île Tuin       | 10° 08′ S, 142° 06′ E         |                   |                        |
| Îlet Bet    |                | 10° 08′ 46″ S, 142° 49′ 08″ E | The Three Sisters |                        |
| Île Boigu   |                | 9° 10′ S, 142° 08′ E          | Îles Talbot       | 283 (chiffres de 2006) |
| Île Bond    |                | 10° 04′ 26″ S, 142° 15′ 54″ E |                   |                        |
| Île Booby   |                | 10° 36′ 14″ S, 141° 59′ 28″ E |                   |                        |
| Bramble Cay |                | 9° 07′ 59″ S, 143° 52′ 59″ E  |                   | Inhabitée              |
| Île Browne  |                | 10° 13′ 26″ S, 142° 09′ 14″ E |                   |                        |
| Îlet Bush   |                | 10° 42′ 32″ S, 142° 35′ 53″ E | Groupe Manar      |                        |

## C
| Nom          | Nom alternatif | Localisation                  | Groupe        | Population |
| ------------ | -------------- | ----------------------------- | ------------- | ---------- |
| Île Campbell | Île Tappoear   | 9° 33′ 36″ S, 143° 29′ 35″ E  |               |            |
| Île Canoe    | Île Dadalai    | 10° 20′ 38″ S, 142° 06′ 32″ E |               |            |
| Îlet Cap     | Île Muquar     | 9° 50′ 10″ S, 142° 42′ 54″ E  | Îles Bellevue |            |
| Île Castle   | Île Bakilai    | 10° 02′ 49″ S, 142° 09′ 29″ E |               |            |
| Île Coconut  | Île Poruma     | 10° 02′ 56″ S, 143° 04′ 05″ E |               | Inhabitée  |
| Île Crab     | Île Moent      | 10° 56′ 13″ S, 142° 06′ 22″ E |               |            |

## D
| Nom             | Nom alternatif | Localisation                  | Groupe | Population |
| --------------- | -------------- | ----------------------------- | ------ | ---------- |
| Îlet Dalrymple  | Île Damuth     | 9° 36′ 00″ S, 143° 18′ 00″ E  |        |            |
| Île Darnley     | Île Erub       | 9° 35′ 13″ S, 143° 46′ 16″ E  |        | Inhabitée  |
| Île Dauan       | Île Cornwallis | 9° 25′ 23″ S, 142° 32′ 10″ E  |        | Inhabitée  |
| Île Dayman      | Île Terau      | 10° 45′ 43″ S, 142° 22′ 26″ E |        |            |
| Île Deliverance | Warul Kawa     | 9° 31′ 01″ S, 141° 34′ 19″ E  |        |            |
| Îlet Dove       |                | 9° 58′ 59″ S, 143° 01′ 01″ E  |        |            |
| Îlet Dugong     |                | 10° 31′ 12″ S, 143° 06′ 00″ E |        |            |
| Île Dumaralug   |                | 10° 45′ 50″ S, 142° 12′ 47″ E |        |            |

## E
| Nom             | Nom alternatif | Localisation                  | Groupe       | Population |
| --------------- | -------------- | ----------------------------- | ------------ | ---------- |
| East Cay        |                | 9° 23′ 46″ S, 144° 13′ 47″ E  |              |            |
| Île East Strait |                | 10° 29′ 46″ S, 142° 27′ 00″ E |              |            |
| Île Eborac      |                | 10° 40′ 55″ S, 142° 32′ 02″ E | Groupe Manar |            |
| Île Entrance    | Île Zuna       | 10° 43′ 05″ S, 142° 17′ 46″ E |              |            |

## F
| Nom            | Nom alternatif | Localisation                  | Groupe | Population |
| -------------- | -------------- | ----------------------------- | ------ | ---------- |
| Îlets Farewell |                | 10° 03′ 00″ S, 142° 04′ 01″ E |        |            |
| Îlet Flat      |                | 10° 07′ 01″ S, 142° 04′ 59″ E |        |            |
| Île Friday     | Île Gealug     | 10° 35′ 49″ S, 142° 09′ 54″ E |        |            |

## G
| Nom             | Nom alternatif | Localisation                  | Groupe | Population |
| --------------- | -------------- | ----------------------------- | ------ | ---------- |
| Île Gabba       | Île Gerbar     | 9° 45′ 54″ S, 142° 37′ 59″ E  |        |            |
| Île Getullai    |                | 10° 10′ 59″ S, 142° 31′ 01″ E |        |            |
| Île Goods       | Île Palilug    | 10° 33′ 47″ S, 142° 09′ 36″ E |        |            |
| Île Great Woody | Île Kai Yalubi | 10° 42′ 14″ S, 142° 21′ 11″ E |        |            |
| Îlet Green      | Île Ilapnab    | 10° 11′ 28″ S, 142° 07′ 05″ E |        |            |

## H
| Nom            | Nom alternatif | Localisation                  | Groupe | Population            |
| -------------- | -------------- | ----------------------------- | ------ | --------------------- |
| Île Halfway    |                | 10° 07′ 59″ S, 143° 18′ 00″ E |        |                       |
| Île Hammond    | Île Keriri     | 10° 32′ 46″ S, 142° 12′ 50″ E |        | Inhabitée             |
| Île Hawkesbury | Île Warral     | 10° 22′ 16″ S, 142° 07′ 55″ E |        |                       |
| Île High       | Île Wia        | 10° 12′ 00″ S, 142° 10′ 08″ E |        |                       |
| Île Horn       | Île Narupai    | 10° 11′ 28″ S, 142° 07′ 05″ E |        | 585 habitants en 2006 |

## I
| Nom     | Nom alternatif | Localisation                  | Groupe       | Population |
| ------- | -------------- | ----------------------------- | ------------ | ---------- |
| Île Ida |                | 10° 42′ 36″ S, 142° 33′ 29″ E | Groupe Manar |            |

## K
| Nom            | Nom alternatif               | Localisation                  | Groupe        | Population |
| -------------- | ---------------------------- | ----------------------------- | ------------- | ---------- |
| Îlet Kabbikane |                              | 9° 49′ 08″ S, 143° 25′ 05″ E  | îles Bourke   |            |
| Îlet Kamutnab  |                              | 9° 57′ 36″ S, 142° 09′ 11″ E  | Îles Bellevue |            |
| Île Kanig      |                              | 10° 14′ 31″ S, 142° 04′ 59″ E |               |            |
| Île Kaumag     |                              | 6° 22′ 05″ S, 142° 41′ 46″ E  |               |            |
| Îlet Keatinge  |                              | 10° 39′ 00″ S, 142° 41′ 00″ E | Îles Bellevue |            |
| Île Keats      | Îlet Homogar ?, Umaga Parish | 9° 40′ 59″ S, 143° 25′ 59″ E  | Îles Yorke    |            |
| Îlet Kerr      |                              | 9° 37′ 01″ S, 141° 34′ 01″ E  |               |            |

## L
| Nom                 | Nom alternatif   | Localisation                  | Groupe      | Population |
| ------------------- | ---------------- | ----------------------------- | ----------- | ---------- |
| Île Lacey           |                  | 10° 36′ 43″ S, 142° 36′ 36″ E |             |            |
| Îlet Layoak         |                  | 9° 51′ 00″ S, 143° 19′ 01″ E  | îles Bourke |            |
| Île Little Adolphus |                  | 10° 35′ 38″ S, 142° 36′ 58″ E |             |            |
| Île Little Woody    | Île Meggi Yalubi | 10° 42′ 54″ S, 142° 20′ 38″ E |             |            |
| Îlet Lowry          |                  | 10° 06′ 00″ S, 142° 49′ 01″ E |             |            |

## M
| Nom                 | Nom alternatif | Localisation                  | Groupe        | Population |
| ------------------- | -------------- | ----------------------------- | ------------- | ---------- |
| Île Mabuiag         |                | 9° 57′ 14″ S, 142° 10′ 52″ E  | Îles Bellevue | Inhabitée  |
| Îlet Mai            |                | 10° 43′ 19″ S, 142° 37′ 30″ E |               |            |
| Île Maitak          |                | 10° 13′ 59″ S, 142° 04′ 59″ E |               |            |
| Îlet Marsden        | Île Eegarbu    | 9° 43′ 01″ S, 143° 22′ 01″ E  | Îles Yorke    |            |
| Île Meddler         |                | 10° 42′ 07″ S, 142° 22′ 59″ E |               |            |
| Îlet Meth           |                | 10° 13′ 23″ S, 142° 04′ 01″ E | Îles Duncan   |            |
| Îlet Middle Brother |                | 10° 42′ 43″ S, 142° 40′ 52″ E | Groupe Manar  |            |
| Îlet Mimi           |                | 9° 57′ 00″ S, 143° 24′ 00″ E  | îles Bourke   |            |
| Île Moa             | Île Banks      | 10° 10′ 59″ S, 142° 16′ 01″ E |               |            |
| Île Moimi           |                | 9° 13′ 59″ S, 142° 15′ 00″ E  | Îles Talbot   |            |
| Île Morilug         |                | 10° 49′ 19″ S, 142° 41′ 00″ E |               |            |
| Îlet Mouinndo       |                | 10° 49′ 41″ S, 142° 21′ 58″ E |               |            |
| Île Mount Adolphus  | Île Mori       | 10° 40′ 23″ S, 142° 39′ 07″ E |               |            |
| Île Mount Ernest    | Île Nagheer    | 10° 15′ 00″ S, 142° 28′ 59″ E |               |            |
| Île Murangi         |                | 10° 41′ 42″ S, 142° 29′ 35″ E |               |            |
| Île Murray          | Mer            | 9° 55′ 59″ S, 144° 50′ 31″ E  |               | Inhabitée  |

## N
| Nom                  | Nom alternatif | Localisation                  | Groupe | Population |
| -------------------- | -------------- | ----------------------------- | ------ | ---------- |
| Île Nepean           | Île Attagoy    | 9° 34′ 01″ S, 143° 39′ 00″ E  |        |            |
| Île Nicklin          |                | 10° 40′ 16″ S, 142° 39′ 00″ E |        |            |
| Île North            |                | 9° 57′ 00″ S, 142° 12′ 00″ E  |        |            |
| Île North Possession | Île Iem        | 10° 04′ 55″ S, 142° 19′ 37″ E |        |            |
| Îlet North West      |                | 10° 40′ 01″ S, 142° 06′ 00″ E |        |            |

## O
| Nom          | Nom alternatif | Localisation                  | Groupe | Population |
| ------------ | -------------- | ----------------------------- | ------ | ---------- |
| Îlet Obelisk |                | 10° 06′ 00″ S, 142° 06′ 00″ E |        |            |

## P
| Nom                     | Nom alternatif | Localisation                  | Groupe            | Population |
| ----------------------- | -------------- | ----------------------------- | ----------------- | ---------- |
| Île Passage             | Île Bupu       | 9° 58′ 37″ S, 142° 14′ 21″ E  |                   |            |
| Cay Pearce              | Île Mallicamas | 9° 30′ 00″ S, 143° 16′ 59″ E  |                   |            |
| Île Phipps              | Île Zurat      | 10° 16′ 37″ S, 142° 06′ 07″ E |                   |            |
| Îlet Poll               | Îlet Guijar    | 10° 12′ 00″ S, 142° 49′ 59″ E | The Three Sisters |            |
| Île Port Lihou          | Yeta           | 10° 26′ S, 142° 08′ E         | Inner islands     |            |
| Île Portlock            | Île Kulbi      | 10° 07′ 01″ S, 142° 21′ 32″ E |                   |            |
| Île du Prince-de-Galles |                | 10° 41′ 02″ S, 142° 11′ 06″ E |                   | Inhabitée  |
| Îlet Pulu               |                | 9° 57′ 25″ S, 142° 09′ 47″ E  | Îles Bellevue     |            |

## Q
| Nom       | Nom alternatif | Localisation                  | Groupe | Population |
| --------- | -------------- | ----------------------------- | ------ | ---------- |
| Île Quoin |                | 10° 42′ 47″ S, 142° 22′ 12″ E |        |            |

## R
| Nom            | Nom alternatif | Localisation                  | Groupe      | Population |
| -------------- | -------------- | ----------------------------- | ----------- | ---------- |
| Île Red        |                | 10° 53′ 02″ S, 142° 21′ 32″ E |             |            |
| Île Red Wallis |                | 10° 50′ 56″ S, 142° 01′ 34″ E |             |            |
| Île Rennell    | Île Mauar      | 9° 46′ 01″ S, 143° 16′ 01″ E  | Île Yorke   |            |
| Île Roberts    |                | 9° 58′ 01″ S, 143° 07′ 01″ E  | îles Bourke |            |
| Île Roko       |                | 10° 44′ 28″ S, 142° 24′ 36″ E |             |            |

## S
| Nom          | Nom alternatif    | Localisation                  | Groupe            | Population             |
| ------------ | ----------------- | ----------------------------- | ----------------- | ---------------------- |
| Île Saddle   |                   | 10° 10′ 01″ S, 142° 40′ 59″ E |                   |                        |
| Île Saibai   |                   | 9° 23′ 24″ S, 142° 37′ 12″ E  |                   | 337 (chiffres de 2006) |
| Île Salter   |                   | 10° 35′ 53″ S, 142° 38′ 13″ E |                   |                        |
| Île Sassie   |                   | 10° 01′ 59″ S, 142° 51′ 00″ E |                   |                        |
| Cay Smith    |                   | 9° 45′ 00″ S, 143° 19′ 59″ E  | Îles Yorke        |                        |
| Île Spencer  | Île Kulbai Kulbai | 10° 17′ 24″ S, 142° 06′ 04″ E |                   |                        |
| Île Stephens | Île Ugar          | 9° 30′ 25″ S, 143° 32′ 42″ E  |                   | 76 (chiffres de 2006)  |
| Île Suarji   |                   | 10° 10′ 01″ S, 142° 31′ 01″ E |                   |                        |
| Îlet Subur   |                   | 9° 58′ 19″ S, 142° 13′ 01″ E  | Îles Bellevue     |                        |
| Îlet Sue     | Îlet Warraber     | 10° 12′ 25″ S, 142° 49′ 30″ E | The Three Sisters |                        |

## T
| Nom             | Nom alternatif | Localisation                  | Groupe | Population     |
| --------------- | -------------- | ----------------------------- | ------ | -------------- |
| Île Thursday    | Waiben         | 10° 34′ 44″ S, 142° 13′ 12″ E |        | 3500 habitants |
| Île Tobin       | Île Zagarsum   | 10° 06′ 18″ S, 144° 38′ 13″ E |        |                |
| Île Travers     | Île Warral     | 10° 22′ 05″ S, 142° 21′ 47″ E |        |                |
| Île Tree        | Île Iul        | 10° 42′ 14″ S, 142° 35′ 49″ E |        |                |
| Île Tudu        |                | 9° 48′ 00″ S, 142° 58′ 01″ E  |        |                |
| Île Tukupai     | Île Clarke     | 10° 12′ 29″ S, 142° 08′ 46″ E |        |                |
| Île Turnagain   | Île Buru       | 9° 34′ 01″ S, 142° 16′ 59″ E  |        |                |
| Île Turtle Head |                | 10° 55′ 48″ S, 142° 40′ 48″ E |        |                |
| ÎleTurtle       |                | 10° 53′ 20″ S, 142° 41′ 46″ E |        |                |
| Cay Turu        |                | 9° 49′ 01″ S, 141° 25′ 01″ E  |        |                |
| Île Twin        |                | 10° 27′ 46″ S, 142° 26′ 32″ E |        |                |

## U
| Nom            | Nom alternatif | Localisation                 | Groupe | Population |
| -------------- | -------------- | ---------------------------- | ------ | ---------- |
| Îlet Underdown |                | 9° 28′ 59″ S, 143° 52′ 01″ E |        |            |

## W
| Nom                  | Nom alternatif | Localisation                  | Groupe        | Population |
| -------------------- | -------------- | ----------------------------- | ------------- | ---------- |
| Île Warakuikul Talab |                | 9° 57′ 00″ S, 142° 13′ 16″ E  | Îles Bellevue |            |
| Île Wednesday        | Île Maururra   | 10° 31′ 37″ S, 142° 18′ 25″ E |               |            |
| Île West             | Île Ului       | 10° 21′ 36″ S, 142° 03′ 11″ E |               |            |
| Île Whale            | Île Matu       | 10° 14′ 46″ S, 142° 04′ 16″ E |               |            |
| Île Widul            |                | 9° 56′ 42″ S, 142° 09′ 36″ E  | Îles Bellevue |            |
| Île Woody Wallis     |                | 10° 52′ 55″ S, 142° 02′ 06″ E |               |            |

## Y
| Nom       | Nom alternatif | Localisation                  | Groupe      | Population             |
| --------- | -------------- | ----------------------------- | ----------- | ---------------------- |
| Île Yam   | Île Iama       | 9° 54′ 00″ S, 142° 46′ 01″ E  | îles Bourke | 311 (chiffres de 2006) |
| Yeta      | Île Port Lihou | 10° 26′ S, 142° 08′ E         | Îles Inner  |                        |
| Île York  |                | 10° 41′ 02″ S, 142° 31′ 44″ E |             |                        |
| Île Yorke | Île Masig      | 9° 44′ 42″ S, 143° 26′ 02″ E  |             | Inhabitée              |

## Z
| Nom       | Nom alternatif | Localisation                 | Groupe | Population |
| --------- | -------------- | ---------------------------- | ------ | ---------- |
| Île Zagai |                | 9° 51′ 00″ S, 142° 55′ 01″ E |        |            |